# Dustin Schlatter
Dustin Schlatter (ur. 15 maja 1986) – amerykański zapaśnik walczący w stylu wolnym. Zajął 23. miejsce na mistrzostwach świata w 2009. Złoty medalista mistrzostw panamerykańskich w 2015. Zawodnik University of Minnesota.